# 严朝君
严朝君（1963年11月—2023年10月10日），男，汉族，海南琼海人，中华人民共和国政治人物。广东海南卫生学校中医班与广东医药学院干部专修科预防医学系卫生事业管理专业毕业，中央党校在职研究生学历。曾任海南省政协党组成员。

## 生平
1978年11月，在广东海南卫生学校中医班学习。1981年9月参加工作，任海南琼海烟塘卫生院医士。1985年9月，在广东医药学院干部专修科预防医学系卫生事业管理专业学习。1986年9月加入中国共产党。
1988年7月，任海南省卫生厅科教处科员、副主任科员。1994年5月，任海南省卫生厅科教处、办公室主任科员。1995年8月，任海南省卫生厅办公室负责人。1996年8月，任海南省卫生厅办公室副主任。1997年9月，任海南省卫生厅计划财务处副处长（其间：1997年9月至2000年7月，在中共中央党校函授学院党员领导干部研究生班经济管理专业学习）。2000年8月，任海南省卫生厅计划财务处处长。2003年9月，任海南省卫生厅副厅长。2008年12月，任儋州市人民政府副市长。2009年5月，任儋州市副市长，市教育局党委书记。2010年1月，任中共儋州市委常委，市政府副市长，市教育局党委书记。
2011年12月，任中共儋州市委副书记，市政府代市长、党组书记（2012年1月当选市长）。2013年3月，任中共昌江黎族自治县委书记。2014年11月，任中共儋州市委书记。2016年11月，任中共三亚市委书记。2017年4月28日，当选中共海南省委常委。2018年11月，不再兼任中共三亚市委书记，调任中共贵州省委常委、统战部部长。2020年12月，任广西壮族自治区政协党组成员。2021年1月，补选为自治区政协副主席。
2023年2月，严朝君回到海南，担任省政协党组成员，但在同年10月10日就因病逝世。